# مثله کردن دام
مثله کردن دام (همچنین به عنوان بریدن گاو و مرگ بی‌توضیح دام، یا مثله کردن جانوران نیز شناخته می‌شود) کشتن و مثله کردن گاو در شرایط نامعمول و معمولاً بدون خون است. این پدیده در میان جانوران وحشی نیز دیده شده است. در سرتاسر جهان، گوسفند، اسب، بز، خوک، خرگوش، گربه، سگ، گاومیش کوهان‌دار، آهو و گوزن گزارش شده است که با بریدن‌های بدون خونِ مشابه مثله شده‌اند. اغلب گوش، کُرهٔ چشم، گوشت فک، زبان، غدد لنفاوی، اندام تناسلی، و راست‌روده برداشته می‌شود.